# NGC 590
NGC 590 is een balkspiraalstelsel in het sterrenbeeld Andromeda. Het hemelobject werd op 22 september 1865 ontdekt door de Duits-Deense astronoom Heinrich Louis d'Arrest.

## Synoniemen
- PGC 5808
- UGC 1109
- MCG 7-4-3
- ZWG 537.13
- KCPG 37B